# 高銖
高铢（?—?），字权仲，唐朝官员，宋州宁陵令高郑宾之孙，摄监察御史高去疾之子，高釴之弟。
高铢与哥哥高釴、弟弟高锴都以检点安静自立，居家友睦，为士人所敬重。元和六年（811年），高铢登进士第，署太原张弘靖幕府。唐穆宗即位，入朝为监察御史，历任员外郎、吏部郎中。太和五年（831年），拜给事中。太和七年（833年），为外官监考使。太和八年（834年）十月，唐文宗用国子助教李仲言（李训）为侍讲学士，高铢率谏官上奏李仲言奸邪，不可任用。文宗令中使宣谕：“朕要仲言讲书，非有听用。”当年，先旱灾后水灾，京师谷价飙升；彗星为变，举选都停止，人情杂然流议。文宗重用郑注，高铢等多次劝谏。大和九年（835年）五月十一，郑注、李训以为高铢不依附自己，以给事中高铢出为越州刺史、御史中丞、浙东观察使。历任义成节度使，征辟崔慎由为判官。开成三年（838年），加检校左散骑常侍，入朝为刑部侍郎。开成四年（839年）七月，出为河南尹。会昌末年，为吏部侍郎。
大中初年，任礼部尚书判户部，转任太常卿。处罚礼生，博士李悫恼怒地对他说：“按惯例，礼院不禀告太常，太常卿在职，博士不集中拜见。不应该罚小史，破坏旧典。”高铢叹道：“吾老而不能退休，被小儿所辱！”去世。